# Ecogreen Oleochemicals
Ecogreen Oleochemicals ist ein singapurisches Chemieunternehmen, das eine Tochter der indonesischen Salim Group ist.
Es stellt an zwei Standorten (Batam und Medan) in Indonesien Fettalkohole her. In Singapur besitzt das Unternehmen ein Ethoxylierungswerk, das Fettalkoholethoxylate herstellt. In Deutschland besitzt Ecogreen Oleochemicals die DHW Deutsche Hydrierwerke GmbH in Rodleben. Dort werden ungesättigte Fettalkohole, Fettamine und Sorbit hergestellt. In Frankreich gehört die E&S Chimie zu dem Unternehmen, welche Fettalkoholethoxylate und Fettalkoholsulfate herstellt.